# ریمون حسین
ریمون حسین (بنگالی: মোহাম্মাদ রিমন হোসাইন؛ زادهٔ ۱ ژوئیهٔ ۲۰۰۵) بازیکن فوتبال اهل بنگلادش است.
وی همچنین در تیم ملی فوتبال بنگلادش بازی کرده است.